# La Star
Pour les articles homonymes, voir The Star.
Pour plus de détails, voir Fiche technique et Distribution.
La Star (Titre original : The Star) est un film américain réalisé par Stuart Heisler sorti en 1952. Écrit par Katherine Albert et Dale Eunson, et mettant en scène Bette Davis, Sterling Hayden et Natalie Wood, il évoque l'histoire  d'une actrice déchue prête à tout pour redémarrer sa carrière.

## Synopsis
Margaret Elliot, ancienne vedette hollywoodienne, vit dans la plus grande détresse. Ses meubles et ses objets personnels sont vendus aux enchères. Son agent lui laisse peu d'espoir de retrouver un rôle. Elle dissimule cette situation à sa fille, lui faisant croire qu'elle se prépare à tourner de nouveau. Privée de perspectives, Margaret sombre dans l'alcoolisme et finit par être embarquée au poste de police pour conduite en état d'ivresse. 
Un ancien amant, Jim Johannsson, paie sa caution et l'invite à vivre chez lui. On propose, pourtant, à Margaret de jouer le rôle de la sœur du personnage qu'elle espérait incarner. Mais, lors de l'essai, elle commet une erreur d'interprétation. En projection, elle jauge lucidement l'étendue de sa méprise et comprend qu'elle ne parviendra pas à assurer la poursuite de sa carrière. Elle choisit dès lors de vivre pleinement auprès de ceux qu'elle aime, Jim et sa fille.

## Fiche technique
- Titre : La Star
- Titre original : The Star
- Réalisateur : Stuart Heisler
- Scénario : Katherine Albert et Dale Eunson
- Photographie : Ernest Laszlo
- Montage : Otto Ludwig
- Musique : Victor Young
- Direction artistique : Boris Leven
- Costumes : Bill Edwards, Orry-Kelly et Ann Peck
- Producteur : Bert E. Friedlob
- Société de production : Bert E. Friedlob Productions
- Pays de production :  États-Unis
- Langue : anglais américain
- Format : Noir et blanc — 35 mm — 1,37:1 — Son : Mono
- Genre : Film dramatique , Mélodrame
- Durée : 89 minutes (1 h 29)
- Date de sortie : 
  - États-Unis : 11 décembre 1952

## Distribution
- Bette Davis : Margaret Elliot
- Sterling Hayden : Jim Johannson/Barry Lester
- Natalie Wood : Gretchen
- Warner Anderson : Harry Stone
- Minor Watson : Joe Morrison
- June Travis : Phyllis Stone
- Paul Frees : Richard Stanley
- Robert Warwick : R.J.
- Barbara Lawrence : Elle-même
- Fay Baker : Faith, la sœur de Margaret
- Herb Vigran : Roy

Acteurs non crédités
- James Anderson : Bailey
- Dorothy Vaughan : la vieille Annie
- Katherine Warren : Mme Ruth Morrison

## Récompenses et distinctions

### Nominations
- Oscar de la meilleure actrice pour Bette Davis.